# Bovlstrup
Bovlstrup – miasto w Danii, w regionie Jutlandia Środkowa, w gminie Odder.